# Prefettura autonoma tibetana di Haibei
La prefettura autonoma tibetana di Haibei (in cinese: 海北藏族自治州, pinyin: Hǎiběi Zàngzú Zìzhìzhōu; in tibetano: མཚོ་བཡྣང་བོད་རིགས་རང་སྐྱོང་ཁུལ་, Wylie: mtsho-byang bod-rigs rang-skyong-khul) è una prefettura autonoma della provincia del Qinghai, in Cina.

## Suddivisioni amministrative
- Contea di Haiyan
- Contea di Qilian
- Contea di Gangca
- Contea autonoma hui di Menyuan